# Fernando Allende
Fernando Allende  (Mexikóváros, Mexikó, 1952. november 10. –) mexikói színész és énekes.

## Élete
Fernando Allende 1952. november 10-én született Mexikóvárosban. 1959-ben kezdett énekelni hétéves korában.1977-ben Renatót alakította a Corazón salvaje című sorozatban. 2009-ben Antonio Lombardo szerepét játszotta a Kettős játszma című telenovellában. 2011-ben megkapta Orlando szerepét az Esperanza del corazónban.

## Filmográfia

### Telenovellák
- Fiorella (Muchacha italiana viene a casarse)  - Sergio Ángeles (2014)
- Esperanza del corazón - Orlando Duarte (2011)
- Kettős játszma (Sortilegio)  - Antonio Lombardo (2009)
- Besos prohibidos - José Luis (1999)
- Maria Bonita - José Santos/Damar Santoyo (1995)
- Sangre de lobos (1991)
- Amor de nadie - Guillermo (1990)
- Grecia - Fernando (1987)
- Tiempo de amar (1987)
- Corazón salvaje - Renato (1977)
- El milagro de vivir(1975)
- Ana del aire - Gerardo (1973)

### Filmek
- Maria (2010)
- El cimarrón (2006)
- Slayer - Luis (2006)
- Siempre te amaré (2004)
- Naked Lies - Damian Medina (1998)
- Angely smerti (1993)
- Stalingrad (1989)
- Beverly Hills Brats as Roberto (1989)
- Un hombre y una mujer con suerte (1988)
- The Alamo: Thirteen Days to Glory - Alamonte (1987)
- Murder in Three Acts - Ricardo Montoya (1986)
- Heartbreaker - Beto (1983)
- Johnny Chicano (1981)
- El lobo negro (1981)
- Duelo a muerte - Carlos Aceves/El Lobo Negro (1981)
- Con la muerte en ancas - Casey Kelly (1980)
- El contrabando del paso (1980)
- El hombre de los hongos - Sebastián (1980)
- Frontera - Fernando (1980)
- Verano salvaje (1980)
- La venganza del lobo negro (1980)
- The Streets of L.A. - Ramon "Gallo" Zamora (1979)
- La ilegal (1979)
- Te quiero (1979)
- La Güera Rodríguez (1978)
- La Coquito - Julio (1977)
- ¿Y ahora qué, señor fiscal? (1977)
- La Virgen de Guadalupe - Juan Diego (1976)
- El pacto - Sergio (1976)
- Negro es un bello color - Mario (1974)
- El desconocido (1974)
- El primer amor (1974)
- El amor tiene cara de mujer (1973)
- Mecánica nacional (1972)
- María - Efraín (1972)
- Para servir a usted (1971)